# Tianzhenosaurus youngi
Tianzhenosaurus youngi — вид птахотазових динозаврів родини Анкілозаврові (Ankylosauridae). Вид існував наприкінці крейдяного періоду (80 млн років тому). Скам'янілі рештки знайдено в Китаї в провінції Шаньсі у відкладеннях формування Huiquanpu. Описаний за рештками черепа та посткраніального скелета. Череп сягає 28 см, отже тіло сягало приблизно 6 м. Розрахункова вага — 1500–2000 кг.